# Zdeněk Fránek
Zdeněk Fránek (* 26. srpna 1961 Boskovice) je český architekt a vysokoškolský pedagog. Jeho názory na architekturu ovlivnili zejména němečtí expresionisté a maďarští organici, sám se pak hlásí k formám designu Tadaa Andóa.[zdroj?]

## Kariéra
Studoval na gymnáziu, mezi lety 1980 a 1985 studoval Fakultu architektury VUT v Brně. Původně se chtěl stát malířem.
Od roku 1989 má vlastní ateliér, v letech 1994 až 1996 externě přednášel na architektuře VUT. Habilitoval se v roce 2008 na AVU v Praze, v roce 2011 absolvoval profesorské řízení na VŠUP Praha. Od roku 2005 vede ateliér Fránek-Suchánek na Fakultě umění a architektury Technické univerzity v Liberci, kde byl v roce 2012 zvolen děkanem. Na podzim roku 2018 na funkci děkana FUA rezignoval.[zdroj?]
Od roku 2020 působí jako vedoucí ateliéru Environmentálního designu pro architekturu na Fakultě designu a umění Ladislava Sutnara Západočeské univerzity v Plzni.[zdroj?]
V roce 2013 byl porotcem soutěže o Cenu architekt roku.[zdroj?]

## Tvorba
Jeho tvorbu ovlivňuje antroposofie a antropomorfismus, tvarování prostoru.
Mezi jeho realizace patří:
- Velkoopatovický sál, Velké Opatovice, Jihomoravský kraj, 1992
- Shopping World Rohlenka, Rohlenka, okres Brno-venkov, 1997
- Betonový dům, Česko, 2001
- Tělocvična základní školy, Jaroměřice u Jevíčka, 2004
- Rodinný dům pod Chocholí, Brno, 2004
- Rodinný dům na Červeném kopci, Kamenná 13, Štýřice, Brno, 2005
- Polyfunkční dům Eucon, Praha, 2005
- Dům s ateliérem na Kamenné, Brno, 2005
- Modlitebna Církve bratrské v Litomyšli, 2010[1]
- Modlitebna Církve bratrské v Černošicích, 2010[1]
- Galerie Czech China Contemporary (CCC), Peking, 2010[4]
- Rodinný dům, Chorvatsko, 2014
- Výzkumné centrum Liko-Noe, Slavkov u Brna, 2015[5]
- Stezka v oblacích, Dolní Morava, 2015[6]
- Rezidence U Milosrdných, Staré Město, Praha, 2015, výstavba 2021–2022 (původní návrh přezdívaný jako maršmeloun byl kvůli odporu části veřejnosti přepracován)[7]
- Dům v Krkonoších, 2018[2]
- průmyslová hala Liko-Vo, Slavkov u Brna, 2019[8]
- bytový dům Vídeňská 16, Brno, 2019

## Galerie

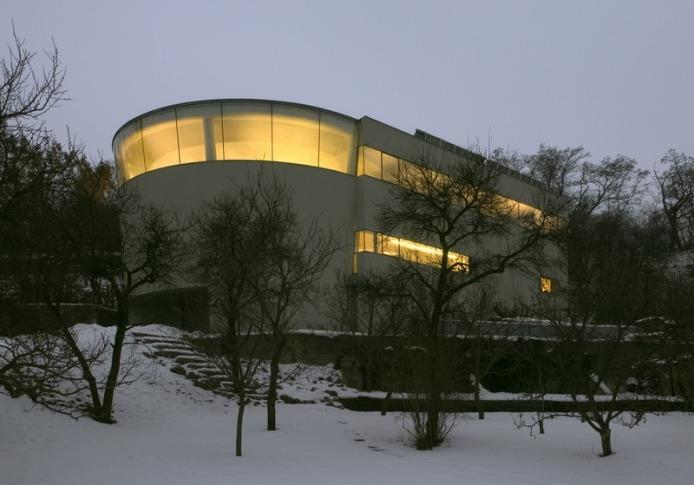
Rodinný dům na Červeném kopci
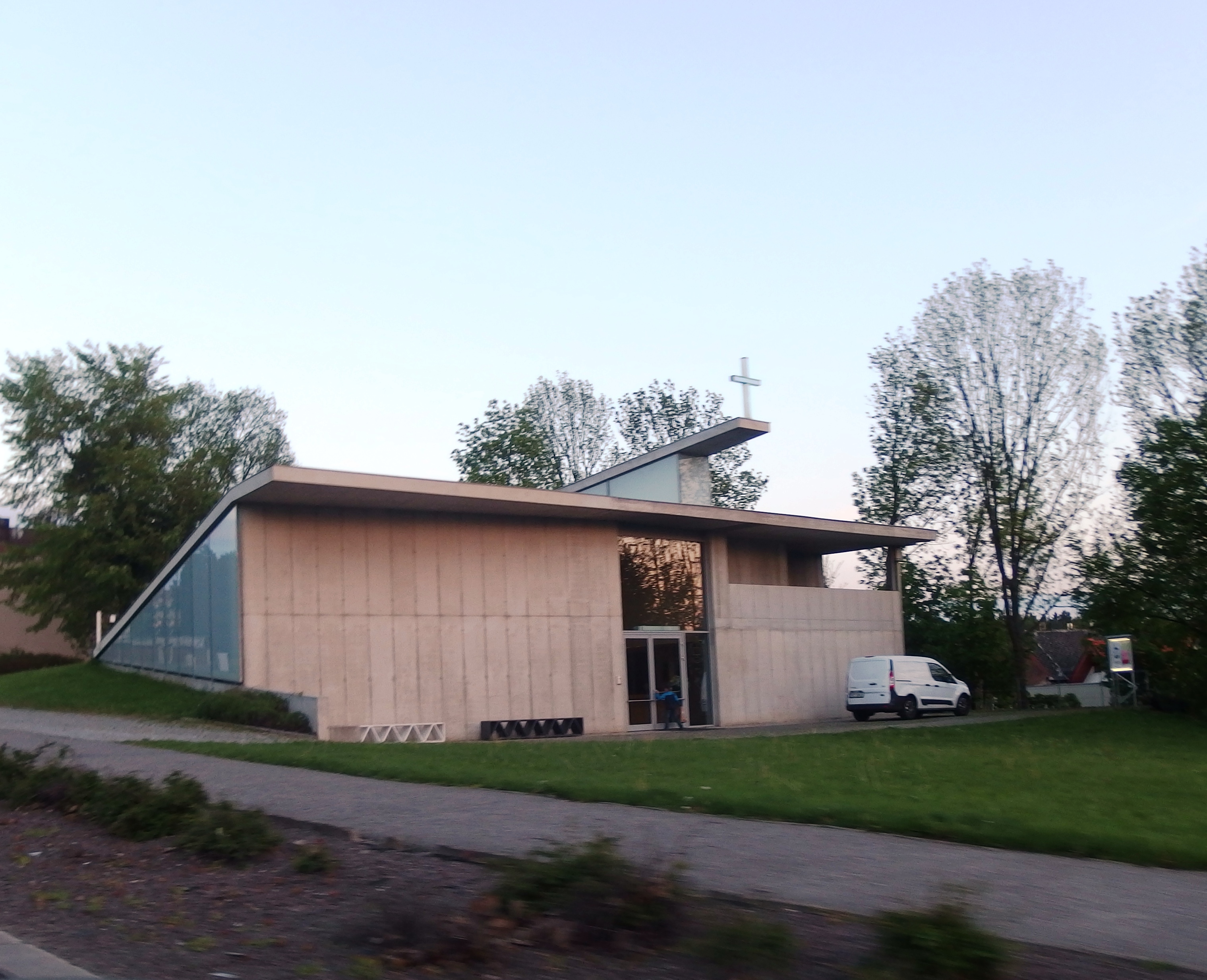
Modlitebna Církve bratrské, Litomyšl
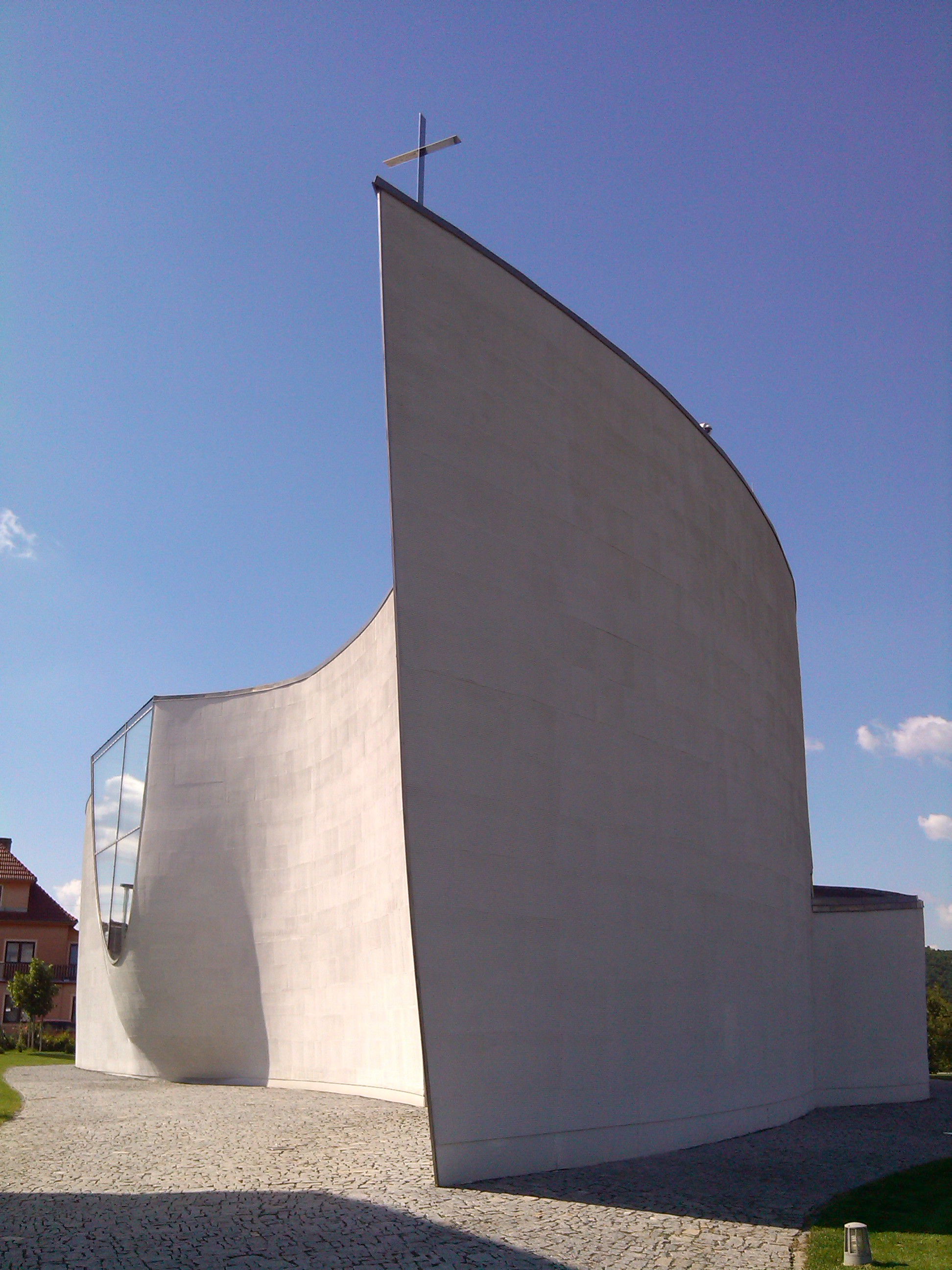
Modlitebna Církve bratrské, Černošice
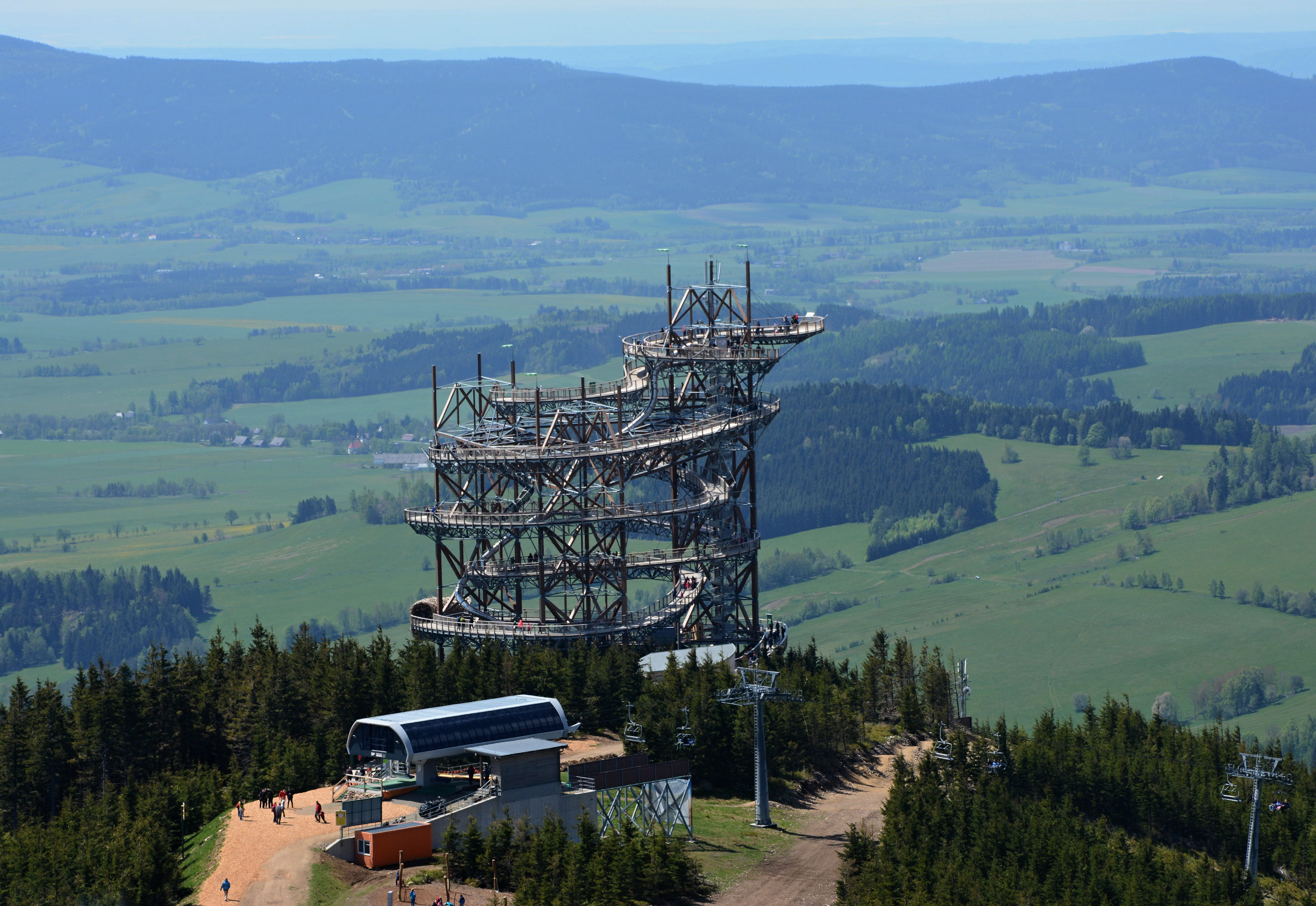
Stezka v oblacích, Dolní Morava

## Rodina
Je ženatý, má 4 děti.[zdroj?]